# Ambulyx philemon
Ambulyx philemon är en fjärilsart som beskrevs av Jean Baptiste Boisduval 1870. Ambulyx philemon ingår i släktet Ambulyx och familjen svärmare. Inga underarter finns listade i Catalogue of Life.